# Villebourg
Villebourg est une commune française du département d'Indre-et-Loire, en région Centre-Val de Loire.
Ses habitants sont appelés les Villebourgeois et Villebourgeoises.

## Géographie
| Dissay-sous-Courcillon Sarthe |            | Épeigné-sur-Dême  |
| Saint-Christophe-sur-le-Nais  | Villebourg |                   |
| Saint-Paterne-Racan           |            | Bueil-en-Touraine |

### Hydrographie

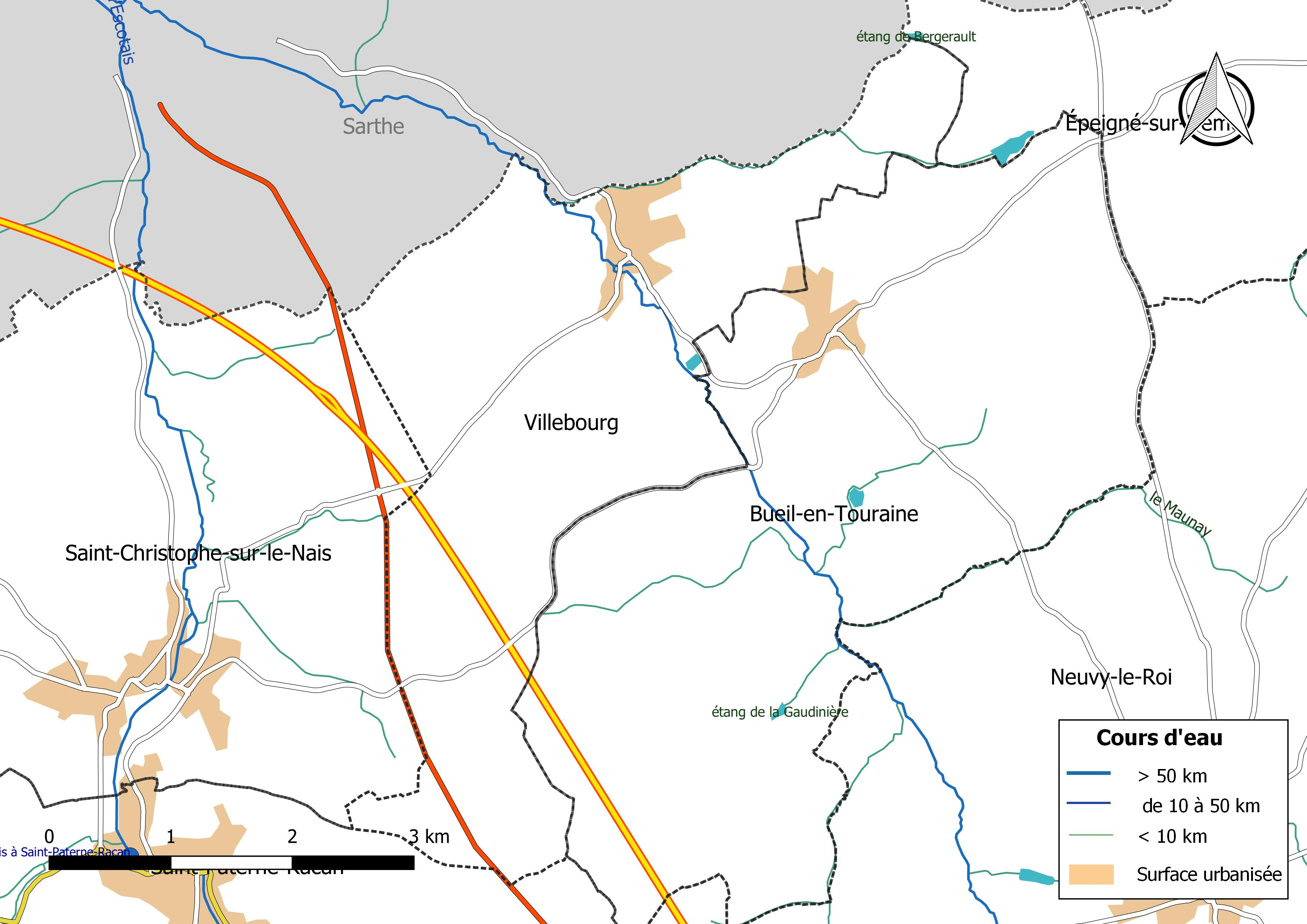
Réseau hydrographique de Villebourg.

Le réseau hydrographique communal, d'une longueur totale de 6,15 km, comprend un cours d'eau notable, le Long, également dénommé « la Vandoeuvre », et deux petits cours d'eau,.
Le Long, d'une longueur totale de 22,1 km, prend sa source dans la commune de Rouziers-de-Touraine et se jette dans l'Escotais à Dissay-sous-Courcillon (Sarthe) après avoir traversé 6 communes. 
Ce cours d'eau est classé dans la liste 2 au titre de l'article L. 214-17 du code de l'environnement sur le Bassin Loire-Bretagne. Du fait de ce classement, tout ouvrage doit être géré, entretenu et équipé selon des règles définies par l'autorité administrative, en concertation avec le propriétaire ou, à défaut, l'exploitant. Sur le plan piscicole, le Long est classé en première catégorie piscicole. Le groupe biologique dominant est constitué essentiellement de salmonidés (truite, omble chevalier, ombre commun, huchon).

### Climat
Pour des articles plus généraux, voir Climat du Centre-Val de Loire et Climat d'Indre-et-Loire.
En 2010, le climat de la commune est de type climat océanique dégradé des plaines du Centre et du Nord, selon une étude du CNRS s'appuyant sur une série de données couvrant la période 1971-2000. En 2020, Météo-France publie une typologie des climats de la France métropolitaine dans laquelle la commune est dans une zone de transition entre le climat océanique et le climat océanique altéré et est dans la région climatique  Moyenne vallée de la Loire, caractérisée par une bonne insolation (1 850 h/an) et un été peu pluvieux. 
Pour la période 1971-2000, la température annuelle moyenne est de 11,6 °C, avec une amplitude thermique annuelle de 14,7 °C. Le cumul annuel moyen de précipitations est de 740 mm, avec 10,7 jours de précipitations en janvier et 7 jours en juillet. Pour la période 1991-2020, la température moyenne annuelle observée sur la station météorologique de Météo-France la plus proche, sur la commune de Saint-Christophe-sur-le-Nais à 6 km à vol d'oiseau, est de 12,1 °C et le cumul annuel moyen de précipitations est de 682,2 mm,. Pour l'avenir, les paramètres climatiques de la commune estimés pour 2050 selon différents scénarios d'émission de gaz à effet de serre sont consultables sur un site dédié publié par Météo-France en novembre 2022.

## Urbanisme

### Typologie
Au 1er janvier 2024, Villebourg est catégorisée commune rurale à habitat très dispersé, selon la nouvelle grille communale de densité à sept niveaux définie par l'Insee en 2022.
Elle est située hors unité urbaine. Par ailleurs la commune fait partie de l'aire d'attraction de Tours, dont elle est une commune de la couronne,. Cette aire, qui regroupe 162 communes, est catégorisée dans les aires de 200 000 à moins de 700 000 habitants,.

### Occupation des sols
L'occupation des sols de la commune, telle qu'elle ressort de la base de données européenne d’occupation biophysique des sols Corine Land Cover (CLC), est marquée par l'importance des territoires agricoles (92,8 % en 2018), une proportion identique à celle de 1990 (92,8 %). La répartition détaillée en 2018 est la suivante : 
terres arables (65,2 %), prairies (15,9 %), zones agricoles hétérogènes (11,7 %), zones urbanisées (3,9 %), forêts (3,3 %). L'évolution de l’occupation des sols de la commune et de ses infrastructures peut être observée sur les différentes représentations cartographiques du territoire : la carte de Cassini (XVIIIe siècle), la carte d'état-major (1820-1866) et les cartes ou photos aériennes de l'IGN pour la période actuelle (1950 à aujourd'hui).

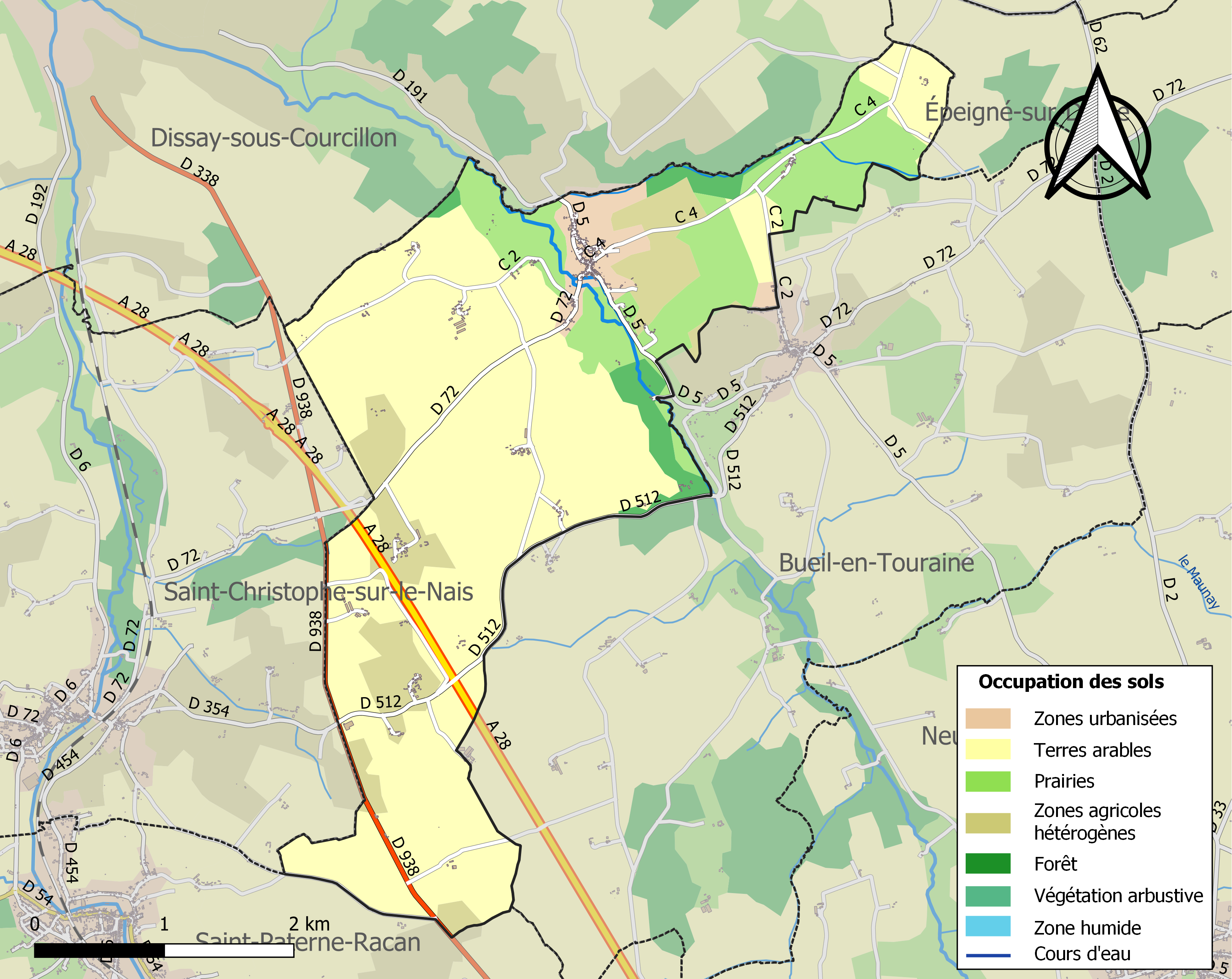
Carte des infrastructures et de l'occupation des sols de la commune en 2018 (CLC).

### Risques majeurs
Le territoire de la commune de Villebourg est vulnérable à différents aléas naturels : météorologiques (tempête, orage, neige, grand froid, canicule ou sécheresse) et séisme (sismicité très faible). Un site publié par le BRGM permet d'évaluer simplement et rapidement les risques d'un bien localisé soit par son adresse soit par le numéro de sa parcelle.

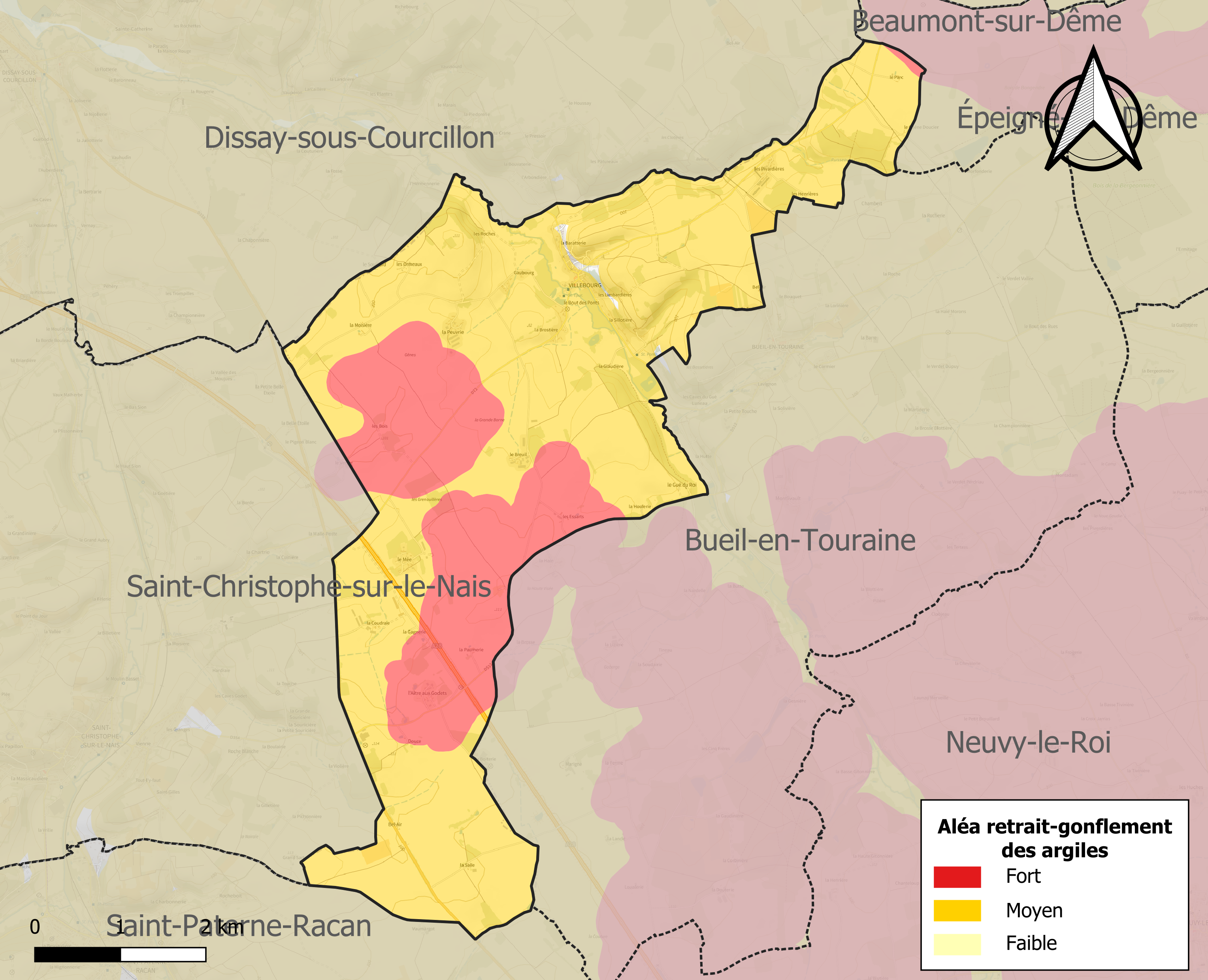
Carte des zones d'aléa retrait-gonflement des sols argileux de Villebourg.

Le retrait-gonflement des sols argileux est susceptible d'engendrer des dommages importants aux bâtiments en cas d’alternance de périodes de sécheresse et de pluie. 99,7 % de la superficie communale est en aléa moyen ou fort (90,2 % au niveau départemental et 48,5 % au niveau national). Sur les 169 bâtiments dénombrés sur la commune en 2019, 158 sont en aléa moyen ou fort, soit 93 %, à comparer aux 91 % au niveau départemental et 54 % au niveau national. Une cartographie de l'exposition du territoire national au retrait gonflement des sols argileux est disponible sur le site du BRGM,.
Concernant les mouvements de terrains, la commune a été reconnue en état de catastrophe naturelle au titre des dommages causés par des mouvements de terrain en 1999.

## Politique et administration

### Tendances politiques et résultats
| Scrutin             | Scrutin             | 1er tour | 1er tour | 1er tour | 1er tour | 1er tour | 1er tour | 1er tour | 1er tour  | 1er tour | 1er tour | 1er tour  | 1er tour | 2d tour | 2d tour | 2d tour | 2d tour | 2d tour | 2d tour |
| Scrutin             | Scrutin             | 1er      | 1er      | %        | 2e       | 2e       | %        | 3e       | 3e        | %        | 4e       | 4e        | %        | 1er     | 1er     | %       | 2e      | 2e      | %       |
| ------------------- | ------------------- | -------- | -------- | -------- | -------- | -------- | -------- | -------- | --------- | -------- | -------- | --------- | -------- | ------- | ------- | ------- | ------- | ------- | ------- |
| Présidentielle 2017 | Présidentielle 2017 |          | FN       | 32,98    |          | LR       | 26,18    |          | LFI       | 15,18    |          | EM        | 13,61    |         | FN      | 50,66   |         | EM      | 49,34   |
| Présidentielle 2022 | Présidentielle 2022 |          | RN       | 37,87    |          | LREM     | 29,59    |          | LFI       | 15,98    |          | LR        | 6,51     |         | RN      | 53,75   |         | LREM    | 46,25   |
| Législatives 2022   | 5e                  |          | RN       | 32,76    |          | LR       | 20,69    |          | MoDem-Ens | 15,52    |          | PCF-Nupes | 13,79    |         | RN      | 64,71   |         | MoDem   | 35,29   |
| Législatives 2024   | 5e                  |          | RN       | 54,00    |          | PCF-NFP  | 18,00    |          | MoDem-Ens | 17,33    |          | LR        | 9,33     |         | RN      | 63,50   |         | MoDem   | 36,50   |

### Liste des maires
| Période                                  | Période               | Identité            | Étiquette | Qualité            |
| ---------------------------------------- | --------------------- | ------------------- | --------- | ------------------ |
| mars 2001                                | 2014                  | Jean-Pierre Fromont |           |                    |
| mars 2014                                | oct. 2014 (démission) | Pascal Fournier     |           |                    |
| Oct. 2014                                | mai 2020              | Laurent Gauvrit     | SE        | Moniteur-éducateur |
| mai 2020                                 | En cours              | Christophe Fromont  |           |                    |
| Les données manquantes sont à compléter. |                       |                     |           |                    |

## Population et société

### Démographie
L'évolution du nombre d'habitants est connue à travers les recensements de la population effectués dans la commune depuis 1793. Pour les communes de moins de 10 000 habitants, une enquête de recensement portant sur toute la population est réalisée tous les cinq ans, les populations de référence des années intermédiaires étant quant à elles estimées par interpolation ou extrapolation. Pour la commune, le premier recensement exhaustif entrant dans le cadre du nouveau dispositif a été réalisé en 2007.

En 2022, la commune comptait 304 habitants, en évolution de +2,7 % par rapport à 2016 (Indre-et-Loire : +1,67 %, France hors Mayotte : +2,11 %).
| 1793 | 1800 | 1806 | 1821 | 1831 | 1836 | 1841 | 1846 | 1851 |
| ---- | ---- | ---- | ---- | ---- | ---- | ---- | ---- | ---- |
| 565  | 584  | 591  | 612  | 665  | 585  | 590  | 557  | 517  |

| 1856 | 1861 | 1866 | 1872 | 1876 | 1881 | 1886 | 1891 | 1896 |
| ---- | ---- | ---- | ---- | ---- | ---- | ---- | ---- | ---- |
| 510  | 538  | 525  | 492  | 489  | 466  | 452  | 472  | 460  |

| 1901 | 1906 | 1911 | 1921 | 1926 | 1931 | 1936 | 1946 | 1954 |
| ---- | ---- | ---- | ---- | ---- | ---- | ---- | ---- | ---- |
| 428  | 448  | 420  | 377  | 386  | 373  | 366  | 377  | 378  |

| 1962 | 1968 | 1975 | 1982 | 1990 | 1999 | 2006 | 2007 | 2012 |
| ---- | ---- | ---- | ---- | ---- | ---- | ---- | ---- | ---- |
| 386  | 328  | 299  | 286  | 251  | 259  | 276  | 278  | 289  |

| 2017 | 2022 | - | - | - | - | - | - | - |
| ---- | ---- | - | - | - | - | - | - | - |
| 298  | 304  | - | - | - | - | - | - | - |

### Enseignement
Villebourg se situe dans l'Académie d'Orléans-Tours (Zone B) et dans la circonscription de Saint-Cyr-sur-Loire.
L'école maternelle accueille les élèves de la commune.

## Personnalités liées à la commune
- Martin Marteau (1603-1666) auteur de l'ouvrage "Paradis Délicieux de la Touraine"
- Louis Charles Étienne Lemaistre (1760-1846), homme politique